# Château d'Acquigny
El castillo de Acquigny (del francés: Château de Acquigny) es un castillo renacentista de Francia, hoy  museo y arboreto, que se encuentra en la comuna de Acquigny.
El jardín tiene una superficie de 15 hectáreas, incluyendo tanto la colección botánica, la vegetación local y un pequeño vivero para especies raras.
El castillo fue edificado en 1557 por Anne de Laval. La fachada y las cubiertas del castillo fueron objeto de una clasificación como monumento histórico el 17 de septiembre de 1946, todo el castillo está en la lista desde 1926, los comunes inscritos en 1951 y el dominio en 1993. También está catalogado como «Jardin Remarquable» (jardín notable) en el 1976.

## Localización

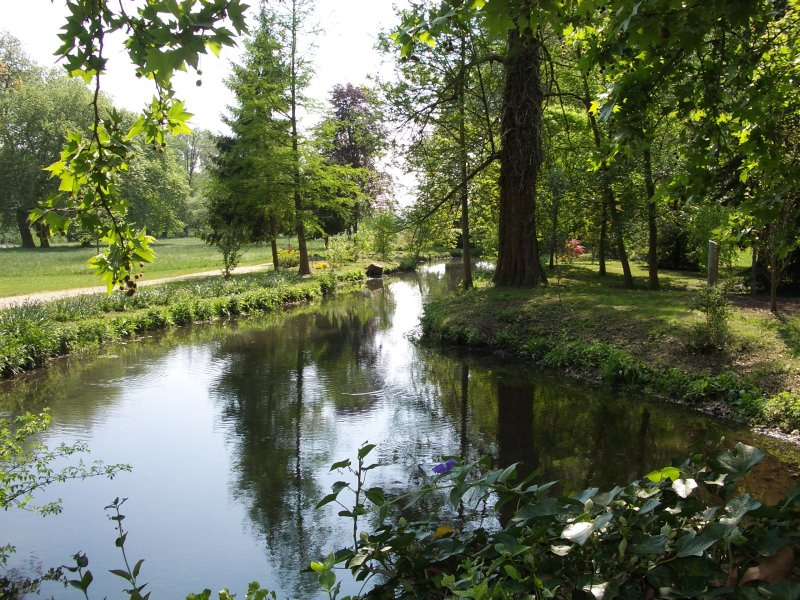
Estanque en el parque del castillo

Acquigny se encuentra en la confluencia de dos ríos: el Eure, anteriormente navegable hasta Chartres y el Iton. Los dos ríos fueron represados y redirigidos durante el siglo XII por los monjes de Conches-en-Ouche a los molinos de energía en la región. Estas ramas de nueva creación también alimentan a los fosos del castillo, que protegían el monasterio de Saint-mals y el pueblo medieval situado justo detrás del castillo actual.
A ambos lados del castillo hay colinas boscosas. Estas albergan el valle en el que el castillo se encuentra protegiéndolo del viento, creando un microclima ligeramente más caliente que sus alrededores.

## Historia

El reino de Francia entre 1356 y 1363: Jacqueries y Compagnies
Posesiones de Carlos de Navarra
Territorios controlados por Eduardo III antes del Tratado de Brétigny
El primer tratado de Londres dio la Aquitania Plantagenet a Inglaterra y puso fin a la guerra de Sucesión Bretona con una alianza entre el ducado e Inglaterra
El segundo Tratado de Londres comprendió además Normandía y Maine
Incursión de Eduardo III en 1359-1360
Territorios cedidos por Francia a Gran Bretaña por el Tratado de Brétigny (siguió el trazado del primer Tratado de Londres)

El castillo renacentista que existe actualmente fue construido en el sitio de una fortaleza medieval que había sido erigida en el siglo XI para proteger Normandía, mientras que Guillermo el Conquistador estaba en la campaña en Inglaterra
Tras la detención de Carlos II de Navarra en 1356, el duque de Lancaster fue enviado por el rey de Inglaterra para rescatar a Felipe de Navarra, hermano de Carlos. Su ejército de mil doscientos jinetes, dieciséis mil arqueros y dos mil brigandines armados confluyeron en Évreux
La fortaleza original fue tomada por el ejército de Navarra. A raíz de la batalla de Cocherel, el castillo sirvió como refugio y baluarte de Navarra. El control de esta ubicación estratégica a lo largo de los dos ríos causó mucha ansiedad al rey de Francia, que temía una pérdida de influencia en la región de la Alta Normandía y ordenó a sus fuerzas retomar Acquigny. Después de un asedio de seis meses por las fuerzas francesas, la fortaleza fue retomada.
En 1378, la fortaleza fue arrasada por Charles V, que quiso destruir las fortificaciones y castillos en Normandía que se interponían para el rey de Navarra. Charles V tuvo éxito en este objetivo con la excepción de Cherburgo, que los franceses no pudieron capturar.
Cuando los ingleses fueron forzados a salir de Normandía en 1450, Anne de Laval tomó posesión de Acquigny. En un acto para rendir homenaje al rey de Francia, Anne de Laval combina las baronías Acquigny y Crevecoeur Crevecoeur.

### El "Château d'Acquigny" actualmente
El actual castillo fue construido en 1557 por Anne de Laval, hija de Guy XVI de Laval y la viuda de Luis Silly. Ella era también la prima del rey y la primera dama de honor Catalina de Médici. Ella quería que los arquitectos Philibert Delorme y Jacques Androuet Hoop diseñaran un castillo inspirado en el amor eterno que ella sentía a su marido. La crestería del castillo está hecha de las iniciales entrelazadas de la pareja (ALS); el plano del castillo también toma la forma de este triglifo. En la torre central hay una bóveda en forma de una concha de mar en homenaje al Camino de Santiago. Esta fachada de honor está recubierta con muchos otros elementos decorativos que celebran el amor que sentía por su marido.
El castillo fue comprado en 1656 por Claude Roux Cambremont. En 1745, Pierre-Robert Roux Esneval, conocido como el Presidente de Acquigny y el bisnieto de Claude Roux Cambremont, amplió el castillo. Pierre-Robert Roux Esneval empleó al arquitecto Charles Thibault para reconstruir la capilla de Saint-mals así como establos y cobertizos. Fue en este momento en el que se construyó la orangerie, junto con la Iglesia de Saint Cécile y el Pequeño Castillo, que fue diseñado para ser conectado a una ermita.

## Colecciones botánicas
El gran parque creado durante el siglo XVII sigue un recorrido circular. El bosque está lleno de grandes castaños, muchos de ellos con más de doscientos años de antigüedad.
A principios del siglo XIX, el parque «à la française» se convirtió en un jardín romántico, con elementos tales como una cascada y un camino de rocas sobre la base del querido tema de Jean-Jacques Rousseau en «Les Rêveries du promeneur solitaire».
El jardín alberga miles de flores en un plan rectilíneo, incluyendo capuchinas, rosas, tulipanes, narcisos, lirios, amapolas.
Entre las especies plantadas en los jardines, destacan:
- bambús,
- ginkgos biloba,
- Arces japoneses,
- Peonías,
- sauces llorones.

Detalles del Château d'Acquigny'
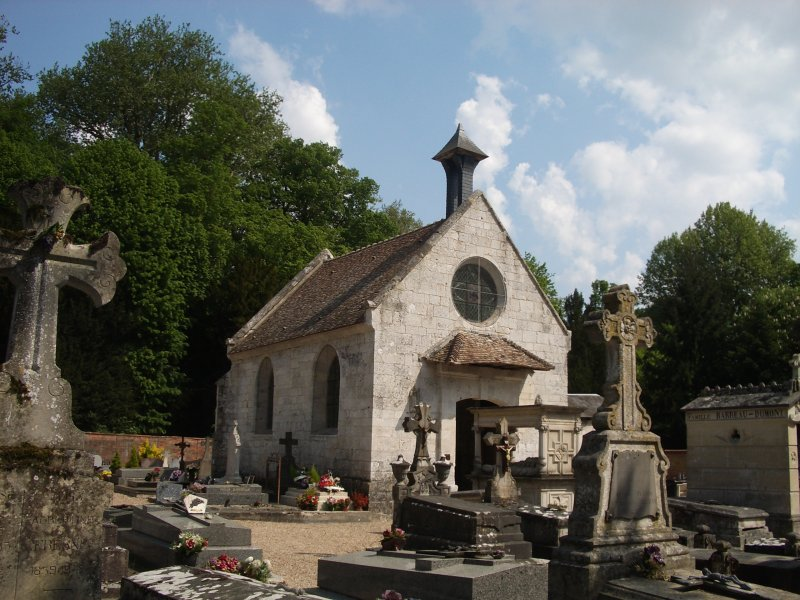
Chapelle St mauxe en Acquigny.
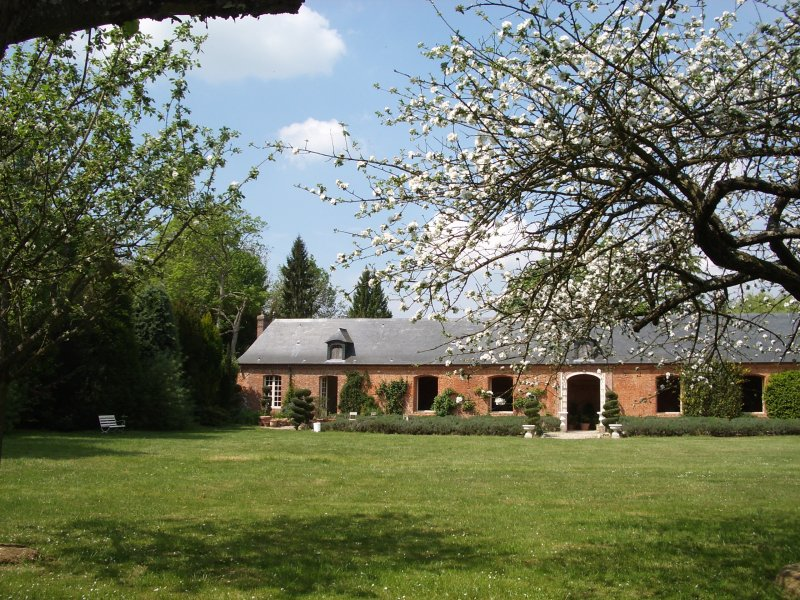
La orangerie de Acquigny.
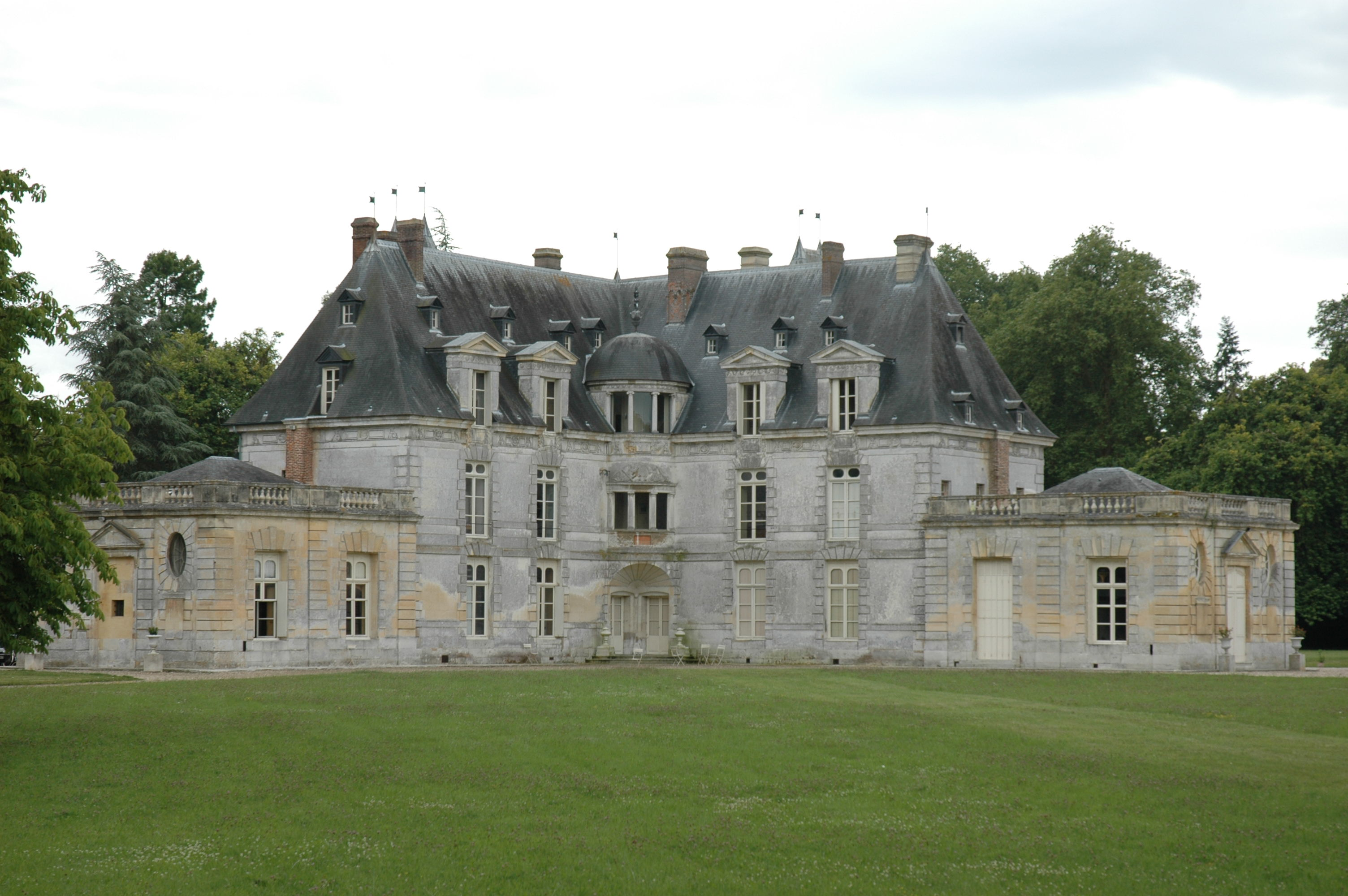
El "Domaine d'Acquigny".